# Ingmar De Vos

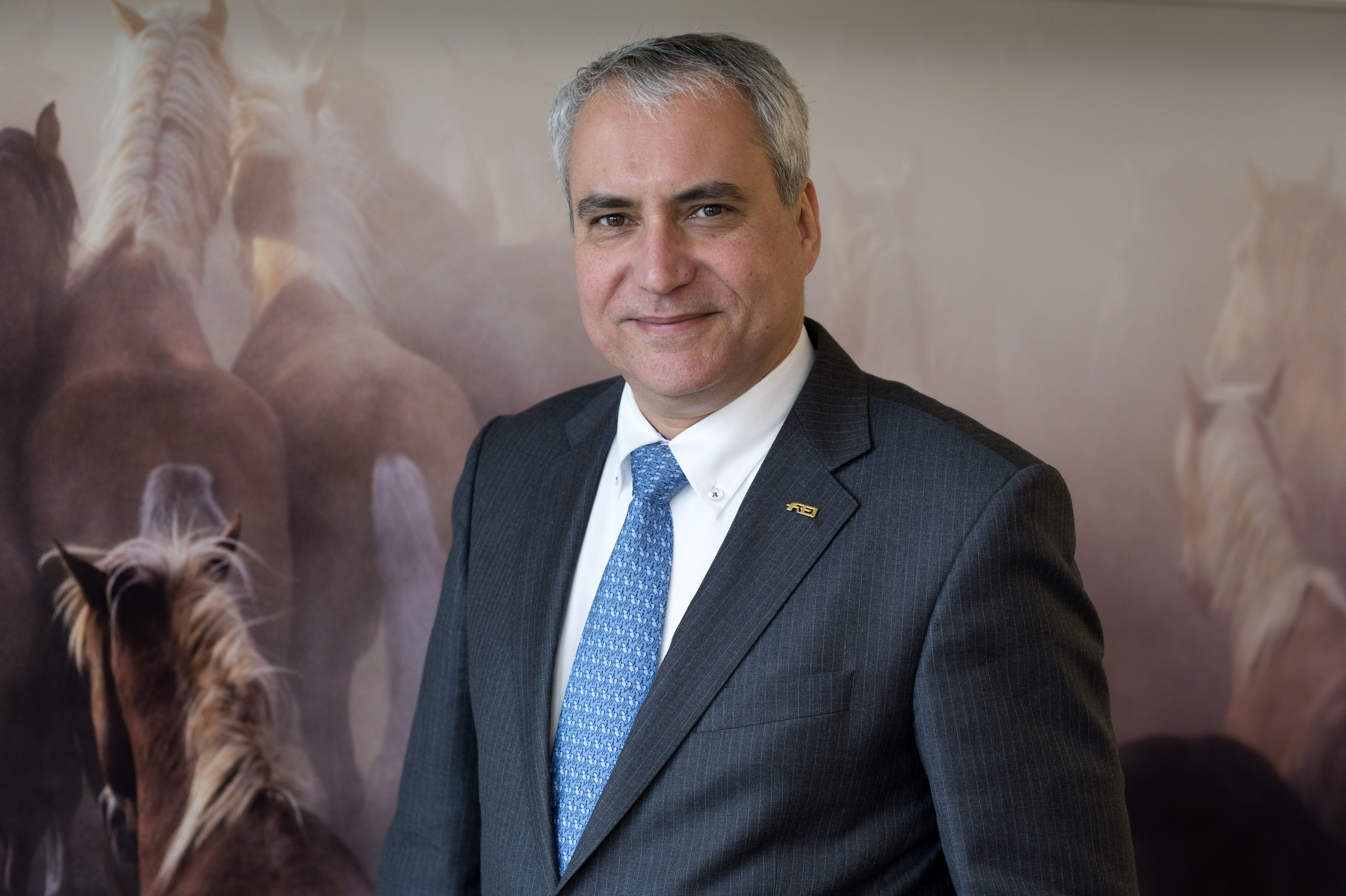
Ingmar De Vos (2014)

Ingmar De Vos (* 5. August 1963) ist ein belgischer Sportfunktionär.

## Allgemeines
Ingmar De Vos studierte an der Vrije Universiteit Brussel und machte 1985 seinen Master in Politikwissenschaft und 1987 in Internationales und Europäisches Recht. 1989 bis 1990 war er Berater im belgischen Senat. 

## Verbindung zum Sport
Ab 1990 wurde er professioneller Sportfunktionär. Zwischen 1990 und 2010 war De Vos Teamchef der belgischen Springreiter-Equipe und Chef de Mission der belgischen Mannschaft bei den Weltreiterspielen. Bis 1997 war er Generaldirektor und von 1997 bis 2011 Generalsekretär der belgischen Reitervereinigung. Danach wurde er Generalsekretär und ab 2014 Präsident der Fédération Équestre Internationale. 
Seitdem bekleidet er abwechselnd das Amt des Vizepräsidenten und des Präsidenten der IHSC (International Horse Sports Confederation), einer Dachorganisation von FEI und IFHA (International Federation of Horseracing Authorities). Dies ist ein Zusammenschluss der beiden wichtigsten internationalen Dachverbände im Pferdesport.
2017 wurde er zum IOC-Mitglied gewählt.

## Privates
De Vos ist Mitglied im Netzwerk International Gender Champions, welches sich für eine Geschlechtergerechtigkeit auch in internationalen Organisationen einsetzt.